# Викрамадитья Сингх
Викрамадитья Сингх (1517—1536) — махараджа меварский. Сын Санграма Сингха. Получил престол после гибели своего старшего брата Ратана Сингха II в бою. Показал себя слабым правителем, непопулярным среди знати из-за своего вспыльчивого характера. Проиграл войну Гуджаратскому султанату и в 1535 году султан Бахадур-шах захватил и разграбил столицу Мевара, город Читтор.
Нрав Викрамадитьи не улучшился даже после поражения в 1535 году, и однажды в 1536 году он физически оскорбил старого вельможу, уважаемого при дворе. Это заставило меварскую знать поместить Викрамадитью под дворцовый арест, оставив избранным наследником престола его младшего брата, Удая. Двоюродный брат Викрамадитьи Ванвир Сингх, незаконорождённый сын его дяди Притхвираджа, настроил против Викрамадитьи его же солдат и совершил дворцовый переворот. Ванвир заточил Викрамадитью в тюрьму. Однажды в 1537 году (в некоторых книгах упоминается и 1536 год) он провёл фестиваль под названием «Дипдан». Пока весь Мевар праздновал фестиваль, Ванвир нашёл подходящее время и убил заключённого в тюрьму Викрамадитью, а затем поспешил в Равалу, чтобы избавиться от единственного оставшегося препятствия на пути его амбиций, 14-летнего законного наследника Удая, что ему не удалось совершить, благодаря бдительности и преданности Панны Дай.